# فرزانه معصومیان
فرزانه معصومیان (زادهٔ ۱۳۴۸ – درگذشتهٔ ۱۲ مرداد ۱۴۰۰) مجری، گوینده و مدرس فن بیان اهل ایران بود.

## زندگی
فرزانه معصومیان در ۱۳۴۸ در تهران متولد شد. او فارغ‌التحصیل کارشناسی رشتهٔ الهیات و فقه و کارشناسی‌ارشد روان‌شناسی عمومی بود. انتشار یک فراخوان در مجله سروش در سال ۱۳۷۲ برای گویندگی رادیو، وی را ترغیب به همکاری با این رسانه کرد. فرزانه معصومیان در اواخر سال ۱۳۷۳ برای گویندگی خبر همکاری خود را با رادیو آغاز کرد. نخستین همکاری‌های او با رادیو، در شبکه پیام صورت گرفت. پس از آن در شبکه‌های مختلف صدا و سیما از جمله رادیو جوان، ایران، پیام، فرهنگ، قرآن، سلامت، ایران‌کالا و … به فعالیت پرداخت. او همچنین با برنامه‌های تلویزیونی همچون برنامه گزارش هفتگی، مرزهای سیاست، سپهر سیاست، سینما ماورا، بررسی مطبوعات، رسانه‌های شبکه خبر، نگاه دو شبکه دو همکاری داشت. فرزانه معصومیان مدرس سخنوری در دانشگاه شریف و طراح و مدرس فن بیان و گویندگی در دانشکده خبر نیز بود. او در سه دوره به عنوان گویندهٔ برتر زن در جشنواره خبر و برنامه‌های سیاسی سازمان صدا و سیما انتخاب شد.

## فعالیت‌ها
از فعالیت‌های فرزانه معصومیان می‌توان موارد زیر را نام برد:
مدرس فن بیان برای گویندگان اخبار استان‌های سراسر کشور، مدرس دوره‌های تخصصی فن بیان و گویندگی به مدت ۱۵سال، تدوین آیین‌نامه گویندگی در برنامه‌های صداوسیما باری نخستین بار پس از انقلاب ۱۳۵۷، مدرس فن بیان و گویندگی در دانشگاه امیرکبیر، طراح دوره و مدرس فن بیان برای اپراتورهای اورژانس تهران، دبیر و مدیر آموزشگاه در وزارت آموزش و پرورش به مدت ۲۰ سال، عضو انجمن زنان دانشمند جهان اسلام

## درگذشت
فرزانه معصومیان به دنبال همه‌گیری ویروس کرونا در ایران در مرداد ۱۴۰۰به این ویروس مبتلا شد اما نتیجهٔ تست پی‌سی‌آر او منفی شد. پس از سرفه شدید و علایم کرونا، به بیمارستان رفت و بستری شد. در این زمان ریه و کلیه‌اش درگیر شده بود و به کما رفت. او ۱۲ مرداد ۱۴۰۰ درگذشت. پیکر فرزانه معصومیان ۱۴ مرداد ۱۴۰۰ در قطعهٔ هنرمندان بهشت زهرا به خاک سپرده شد.